# 烏波羅沃區
56°18′46″N 66°16′31″E / 56.31278°N 66.27528°E
烏波羅沃區（俄语：Упоровский район），是俄羅斯的一個區，位於該國南部，由秋明州負責管轄，面積3,008平方公里，2010年該區人口20,662，人口密度每平方公里6.87人。